# 21 Dywizjon Rakietowy Obrony Powietrznej
21 dywizjon rakietowy Obrony Powietrznej – samodzielny pododdział Wojska Polskiego.
Dywizjon sformowany został zgodnie z rozkazem dowódcy WOPK nr 0012/Org. z dnia 12 stycznia 1963. 31 grudnia 2011 dywizjon został rozformowany.

## Historia
Głównym uzbrojeniem jednostki miały być zestawy rakietowe SA-75 „Dźwina”, jednak jednostkę wyposażono w nowocześniejszy zestaw rakietowy S-75M „Wołchow”. 21 września 1964 roku dywizjon wykonał pierwsze strzelanie bojowe na poligonie w ZSRR. Kolejne strzelania odbyły się w latach 1969, 1973, 1977, 1982 i 1989. Pod koniec lat siedemdziesiątych dywizjon przeszedł gruntowną modernizację, m.in. wprowadzono na wyposażenie nowoczesną, jak na ówczesne czasy stację radiolokacyjną P-18 "Laura", w zamian za przestarzałą P-12. W roku 1995 dywizjon został przeformowany i wyposażony w zestaw przeciwlotniczy Newa. W tym samym roku dywizjon wykonał pierwsze strzelanie bojowe na poligonie w Ustce. W roku 2000 dywizjon otrzymał zestaw przeciwlotniczy S-125 Newa-SC.
W grudniu 2001, po rozformowaniu 4 Brygady Rakietowej OP jednostka przeszła w podporządkowanie 3 Brygady Rakietowej OP.
Minister Obrony Narodowej, decyzją nr 50/MON z dnia 14 lutego 2006 r. (Dziennik Urzędowy nr 3, poz. 34) ustanowił doroczne święto dywizjonu na dzień 21 września, a decyzją nr 241/MON z dnia 14 czerwca 2006 r. (Dziennik Urzędowy nr 11, poz. 137) zatwierdził odznakę pamiątkową i oznakę rozpoznawczą 21 dywizjonu rakietowego Obrony Powietrznej.
21 września 2007 na puckim Rynku odbyła się uroczystość wręczenia jednostce sztandaru. Rodzicami chrzestnymi byli Elżbieta Gniazdowska i płk Jan Gabryś.
Decyzją MON nr Z-5/Org./P1 z dnia 28 stycznia 2011 roku oraz wykonawczym rozkazem Dowódcy Sił Powietrznych nr PF-95 z dnia 31 marca 2011 roku jednostkę rozformowano 31 grudnia 2011 roku.

## Struktura
- dowództwo
- sztab
- bateria dowodzenia
- bateria radiotechniczna
- bateria startowa (S-125 Newa SC)

## Podporządkowanie
- 60 Brygada Artylerii OPK (1963– 1992)
- 4 Gdyńska Brygada Rakietowa Obrony Powietrznej (1992–2001)
- 3 Warszawska Brygada Rakietowa Obrony Powietrznej (2001–2012)

## Dowódcy dywizjonu
- 1963-1978 – ppłk Józef Płócienniczak
- 1978-1988 – ppłk Włodzimierz Krakówka
- 1988-1989 – mjr Bernard Sawicki
- 1989-1994 – mjr Jan Gabryś
- 1994-1996 – mjr Ryszard Antropik
- 1996-2011 – ppłk Jan Dziadoń